# Ісмаїл ас-Саліх
Ас-Саліх Імад ад-Дін Ісмаїл ібн Мухаммад (араб. ‏الملك الصالح عماد الدين إسماعيل بن محمد; 1325–1345) — мамелюкський султан Єгипту з династії Бахрітів.

## Життєпис
Після повалення султана Ахмада ан-Насіра його сімнадцятирічний зведений брат Ісмаїл у червні 1342 року був проголошений новим султаном. За час свого правління Ісмаїл, на відміну від своїх попередників, не наказував катувати жодного з емірів, хоча деяких усував від посад і засилав з країни.
Мав багатий гарем з 200 дружин. Розважався тим, що розбивав гарем на дві команди, що грали одна проти одної у поло. Зважаючи на це, євнухи та дружини султана почали впливати на його політичні рішення. Найвпливовішою з дружин була Іттіфак, яка була наложницею ще батька Ісмаїла. Вона також була дружиною двох наступних султанів (Шабана та Хаджжі I аль-Музаффара).
Значною проблемою ас-Саліха була нестача коштів. Після приходу до влади султан мав роздати посади й синекури з метою забезпечення свого панування. Окрім того, його зведений брат і попередник Ахмад ан-Насір вивіз казну до Керака. Ісмаїлу довелось провести не менше восьми кампаній, перш ніж Керак був захоплений 1344 року, а Ахмад страчений. Для вирішення фінансових проблем султан звернувся до венеційців. 1345 року з ними було укладено торгову угоду. Разом з тим 1344 року втрутився у боротьбу за владу між шаріфами Мекки, поставивши на трон Румайту.
Влітку 1345 року султан Ісмаїл ас-Саліх захворів. Не доживши навіть до двадцяти років, він помер у серпні того ж року, після того, як призначив свого брата Шабана своїм наступником.